# Cúc duyên nhuộm
Cúc duyên nhuộm hay còn gọi duyên cúc nhuộm (danh pháp khoa học: Coreopsis tinctoria) là một loài thực vật có hoa trong họ Cúc. Loài này được Nutt. mô tả khoa học đầu tiên năm 1821.